# Pomerium

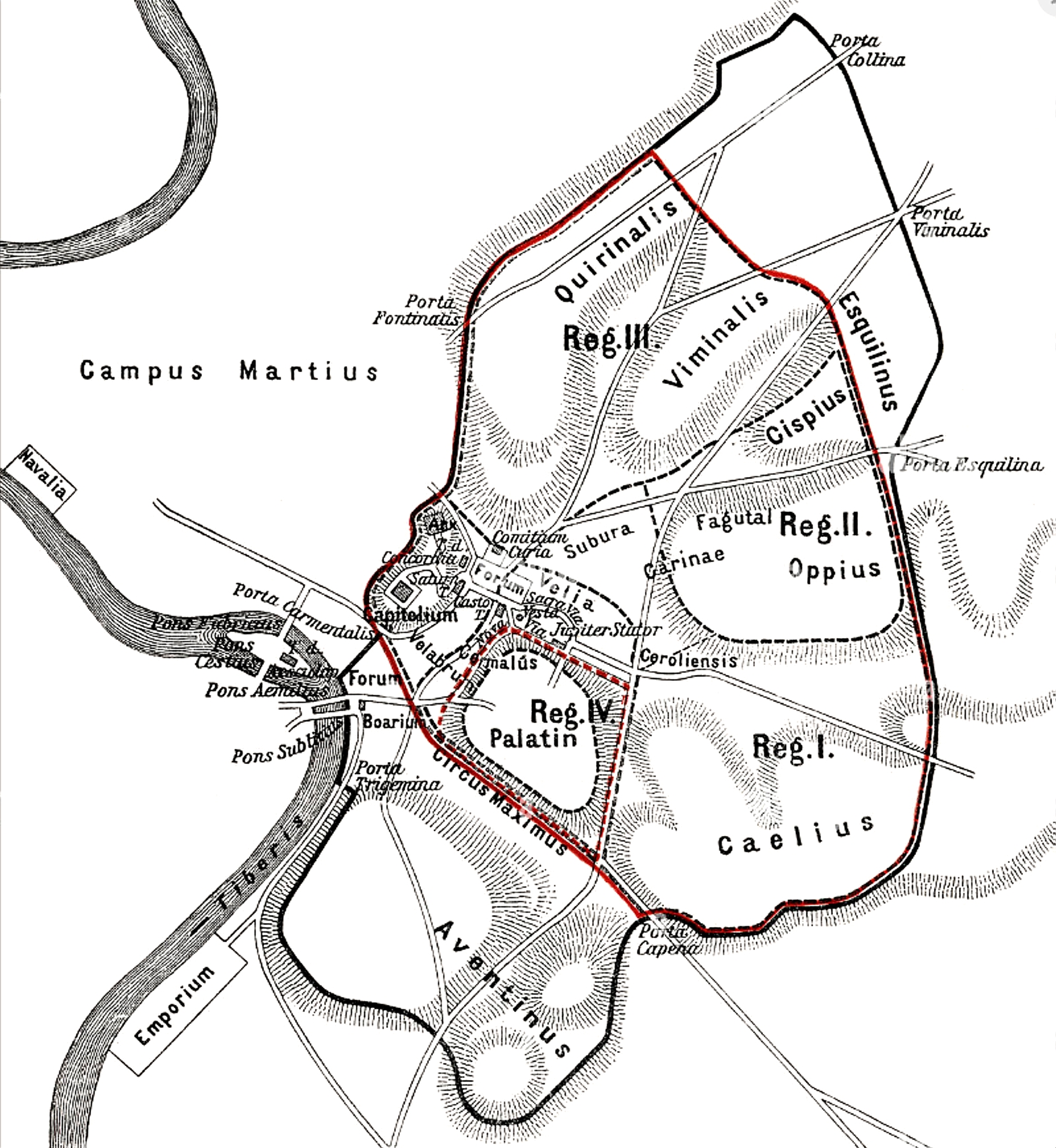
Frontera de la ciutat de Roma.

El  pomerium  (o  pomoerium , del llatí  postmoerium , que es tradueix per "passat el mur") era la frontera sagrada de la ciutat de Roma. En termes legals, Roma només existia dins el  pomerium , de manera que tot el que estava a l'exterior eren terres que pertanyien a Roma (però no eren Roma).
Segons la llegenda, el  pomerium  va ser inaugurat per Servi Tul·li, però no seguia la línia de la Muralla Serviana, pel que no és probable que realment hagués estat ell qui establís la frontera sagrada. Aquesta va romandre sense canvis fins al Dictador Luci Corneli Sul·la que, en demostració del seu poder absolut, la va expandir l'any 80 aC
S'han trobat diverses pedres  cippi  (fites) que mostren la línia per la qual transcorria el  pomerium  després de l'ampliació de l'emperador Claudi (aquesta extensió la recull Tàcit en els seus escrits. També es té constància d'extensions dutes a terme per Cèsar August, Neró i Trajà, però no tenim proves arqueològiques ni escrites que ho demostrin.
El  pomerium  no era una muralla, sinó que es tractava d'una línia imaginària, marcada per fites, que es definia seguint criteris legals i religiosos. No abastava tota l'àrea metropolitana, i ni tan sols abastava els proverbials Set Pujols (el Palatí estava dins del  pomerium , però el Capitoli i l'Aventí no ho estaven). La Cúria Hostília i el pou dels Comitia al Fòrum Romà, dos localitzacions extremadament importants del govern de la ciutat, estaven dins del  pomerium . El temple de Belona (Roma), però, estava fora.

## Efectes jurídics del pomerium
- Els magistrats que tenien  imperium  no tenien poder absolut dins dels límits del  pomerium . Podien sentenciar a un ciutadà a ser assotat, però no condemnar-lo a mort. Això es simbolitzava llevant les destrals de les  fasces  que portaven els lictor del magistrat.

- Existien restriccions religioses i polítiques que impedien que qualsevol sobirà estranger pogués entrar dins del  pomerium . Com a resultat d'això, les visites d'estat resultaven estranyes: Cleòpatra, per exemple, mai va arribar a entrar realment a la ciutat de Roma quan va anar a visitar Juli Cèsar.

- Estava prohibit enterrar els morts dins del  pomerium .

- És més, els promagistrats provincials tenien prohibit travessar el  pomerium , i renunciaven al seu  imperium  en el moment en què ho creuaven (com si fos una forma de demostrar la prohibició que entressin exèrcits a Itàlia). Com a resultat, un general que estigués esperant a celebrar un triomf amb les seves tropes victorioses havia d'esperar fora del pomerium.

- Els Comicis Centuriats, una de les assemblees romans que provenia originalment de les votacions de batallons militars de les legions, s'havien de reunir al Camp de Mart, fora de l' pomerium .

- Les armes també estaven prohibides dins el  pomerium  per raons religioses i consuetudinàries. Els Guàrdies Pretorians només estaven autoritzats a portar robes civils (la toga), i se'ls denominava en aquest cas  cohors togata . No obstant això, era possible (i habitual) portar dagues d'amagat (cas dels sicaris).

El Teatre de Pompeu, on Juli Cèsar va ser assassinat, estava també fora de l' pomerium , i incloïa una sala per al Senat que permetia dur a terme reunions a les quals poguessin acudir senadors que tinguin prohibit creuar el  pomerium  i no poguessin arribar a la Cúria Hostilia. Per això, els conspiradors no van poder ser acusats de blasfèmia, ja que les armes les portaven estant fora del límit sagrat.

## Nota
1. ↑  Bertrand Lançon. Rome in late antiquity: everyday life and urban change, AD 312-609.  Psychology Press, 13 desembre 2000, p. 6–. ISBN 9780415929752 [Consulta: 18 gener 2011].